# Eaglesfield
Pour l’article homonyme, voir Eaglesfield (Dumfries and Galloway).
Eaglesfield est un petit village dans le comté de Cumbria, en Angleterre.

## Étymologie
Pendant le Moyen Âge, Eaglesfield se trouvait dans le royaume de Rheged.
"Eagles" dérive du brittonique "eccles", signifiant église (se rapporte au gallois "eglwys", signifiant église). "Field" dérive du vieil anglais "feld", signifiant un territoire ouvert, vaste. Eaglesfield signifie donc "vaste territoire ouvert près d'une église". Cela vient du fait que les angles, lorsqu'ils sont arrivés, se sont installés à quelques kilomètres au sud de Brigham.

## Personnes liées
- John Dalton, physicien et chimiste, y est né en 1766.
- Robert de Eglesfield y serait né vers 1295. Il est le fondateur du Queen's College.
- Fletcher Christian y est né en 1764. Il est le chef d'un groupe de mutins du HMS Bounty.